# Wilhelmina Blombergplein
Het Wilhelmina Blombergplein is een plein in Amsterdam-Centrum.
Het plein ligt ingeklemd tussen de achtergevel van de voormalige Oranje Nassaukazerne aan de Louise Wentstraat en de Singelgracht met de Alexanderkade. Het gaat in het zuidwesten naadloos over in het Johanna ter Meulenplein. Het plein ontstond na herinrichting van het terrein van de genoemde kazerne. Alle gebouwen aan het plein dienen tot woonhuis of kantoor. Voor voetgangers en fietsers is het mogelijk via de Oliphantsbrug (brug 1957) de Singelgracht over te steken naar de Mauritskade. 
Het plein is in 1990 genoemd naar Wilhelmina Carolina Blomberg (1908-1997). Zij streefde naar een betere volkshuisvesting met name in de Jordaan. Die vernoeming is opmerkelijk omdat het algemeen beleid van de stad is geen straten e.d. te noemen naar nog levende personen. Tijdens het proces van naamgeving was de gemeente echter niet op de hoogte van het feit dat zij nog in leven was.

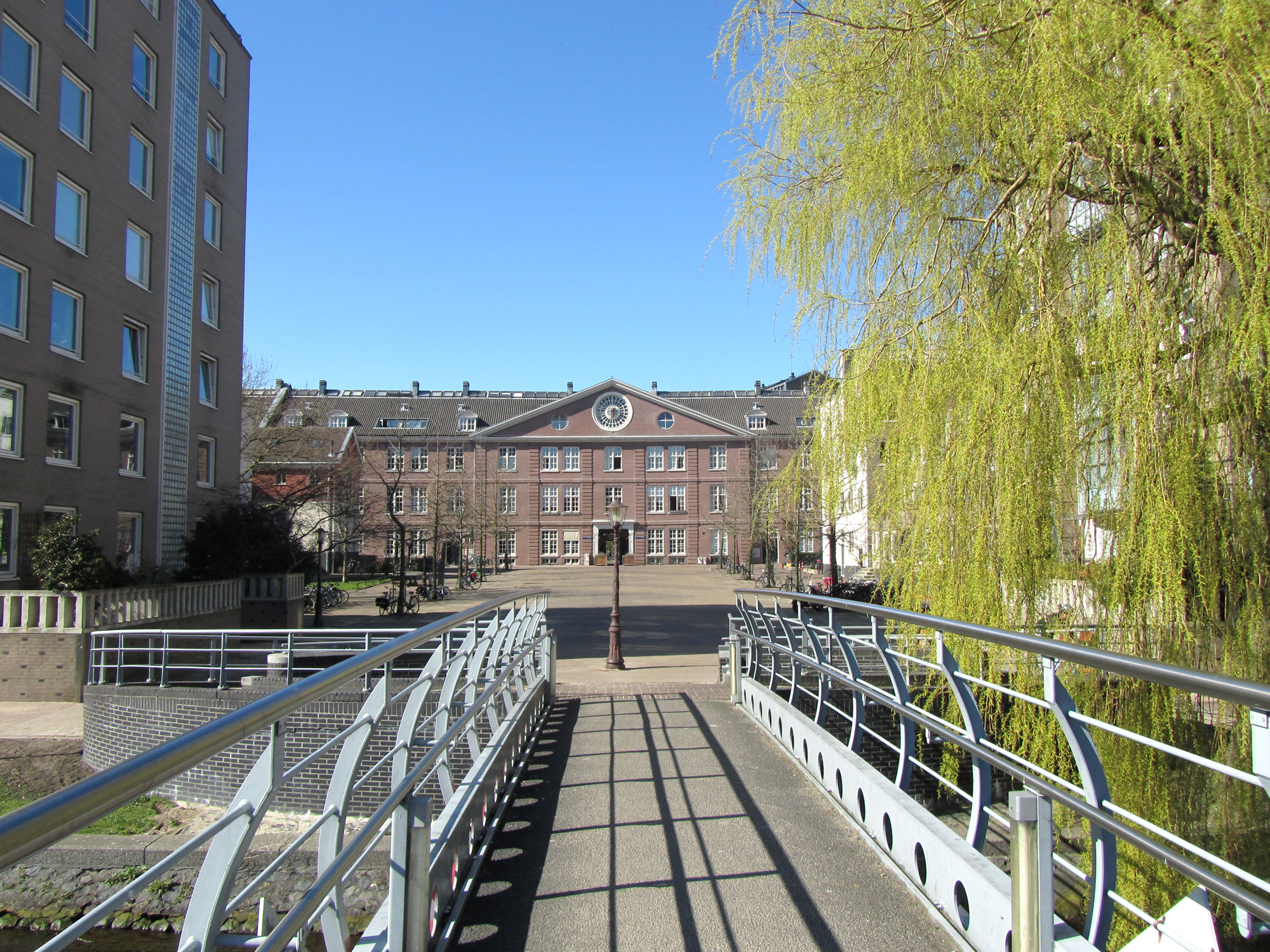
Het plein met op de achtergrond het hoofdgebouw van de kazerne, op de voorgrond de Oliphantsbrug, links een nieuwe woontoren